# Betty Burbridge
 Betty Burbridge (ur. 7 grudnia 1895 San Diego, zm. 19 września 1987 Tarzana) – amerykańska aktorka filmowa.